# Arturo Alfonso González
Arturo Alfonso González González (5 de septiembre de 1994, Reynosa, Tamaulipas, México) es un futbolista Mexicano. Juega como Mediocampista y su equipo es el Atlas Futbol Club de la Primera División de México.

## Trayectoria

### Atlas Fútbol Club
González, surgió de las Fuerzas Básicas del Atlas en el año 2009 jugando en las categorías Sub-15, Sub-17 y Sub-20.
Debutó el 18 de febrero de 2012 contra Tigres entrando como suplente de Alonso Zamora en el minuto 65 del juego. También hizo otra aparición contra Jaguares sumando 2 apariciones durante la temporada Clausura 2012.

### Club de Fútbol Monterrey
Debutó el 10 de julio de 2016 en el homenaje a Humberto "Chupete" Suazo frente al C.S. Herediano. Ingresó de cambio y anotó su primer gol con el Monterrey.

## Selección nacional

### Sub-17
El 3 de junio de 2011 Alfonso González fue convocado por el entrenador Raúl Gutiérrez para ser parte de la sub-17. Le dieron la camiseta número 10 para el torneo.
Debutó el 18 de junio de 2011 frente a Corea del Norte en la victoria 3-1 a favor de México y jugó todos los partidos.
Anotó su primer gol con la Sub-17 al minuto 94' del segundo tiempo ante Holanda en la victoria 3-2. 
Él ayudaría a la Sub-17 de llegar a la final contra Uruguay, donde asistió a su compañero Giovanni Casillas en los últimos minutos en la victoria por 2-0 en el Estadio Azteca

## Estadísticas

### Estadísticas en clubes
| Club                   | Div.          | Temporada     | Liga  | Liga  | Liga   | Copas nacionales | Copas nacionales | Copas nacionales | Copas internacionales | Copas internacionales | Copas internacionales | Total | Total | Total  |
| Club                   | Div.          | Temporada     | Part. | Goles | Asist. | Part.            | Goles            | Asist.           | Part.                 | Goles                 | Asist.                | Part. | Goles | Asist. |
| ---------------------- | ------------- | ------------- | ----- | ----- | ------ | ---------------- | ---------------- | ---------------- | --------------------- | --------------------- | --------------------- | ----- | ----- | ------ |
| Atlas F. C. México     | 1.ª           | 2011-12       | 2     | 0     | 0      | —                | —                | —                | —                     | —                     | —                     | 2     | 0     | 0      |
| Atlas F. C. México     | 1.ª           | 2012-13       | 7     | 1     | 0      | 2                | 0                | 0                | —                     | —                     | —                     | 9     | 1     | 0      |
| Atlas F. C. México     | 1.ª           | 2013-14       | 20    | 4     | 0      | 6                | 0                | 0                | —                     | —                     | —                     | 26    | 4     | o      |
| Atlas F. C. México     | 1.ª           | 2014-15       | 34    | 6     | 5      | 2                | 1                | 0                | 6                     | 1                     | 0                     | 42    | 8     | 5      |
| Atlas F. C. México     | 1.ª           | 2015-16       | 25    | 3     | 1      | 6                | 1                | 0                | —                     | —                     | —                     | 31    | 4     | 1      |
| Atlas F. C. México     | Total club    | Total club    | 88    | 14    | 6      | 16               | 2                | 0                | 6                     | 1                     | 0                     | 110   | 17    | 6      |
| C. F. Monterrey México | 1.ª           | 2016-17       | 22    | 0     | 3      | 6                | 2                | 1                | 2                     | 0                     | 0                     | 30    | 2     | 4      |
| C. F. Monterrey México | 1.ª           | 2017-18       | 34    | 6     | 0      | 12               | 2                | 0                | —                     | —                     | —                     | 46    | 8     | 0      |
| C. F. Monterrey México | 1.ª           | 2018-19       | 3     | 0     | 0      | 2                | 1                | 0                | —                     | —                     | —                     | 5     | 1     | 0      |
| C. F. Monterrey México | 1.ª           | 2019-20       | 11    | 0     | 0      | 7                | 0                | 0                | 1                     | 1                     | 0                     | 19    | 1     | 0      |
| C. F. Monterrey México | 1.ª           | 2020-21       | 31    | 3     | 2      | —                | —                | —                | 5                     | 1                     | 0                     | 36    | 4     | 2      |
| C. F. Monterrey México | 1.ª           | 2021-22       | 19    | 4     | 5      | —                | —                | —                | —                     | —                     | —                     | 19    | 4     | 5      |
| C. F. Monterrey México | 1.ª           | 2022-23       | 40    | 10    | 10     | —                | —                | —                | —                     | —                     | —                     | 40    | 10    | 10     |
| C. F. Monterrey México | 1.ª           | 2023-24       | 26    | 3     | 4      | —                | —                | —                | 5                     | 1                     | 0                     | 31    | 4     | 4      |
| C. F. Monterrey México | Total club    | Total club    | 186   | 26    | 24     | 27               | 5                | 1                | 13                    | 3                     | 0                     | 226   | 34    | 25     |
| Pachuca México         | 1.ª           | 2024-25       | 4     | 0     | 0      | —                | —                | —                | 4                     | 0                     | 0                     | 8     | 0     | 0      |
| Pachuca México         | Total club    | Total club    | 4     | 0     | 0      | —                | —                | —                | 4                     | 0                     | 0                     | 8     | 0     | 0      |
| Total carrera          | Total carrera | Total carrera | 278   | 40    | 30     | 43               | 7                | 1                | 23                    | 4                     | 0                     | 344   | 51    | 31     |

## Palmarés

### Títulos nacionales
| Título           | Club      | País   | Año  |
| ---------------- | --------- | ------ | ---- |
| Copa MX          | Monterrey | México | 2017 |
| Copa MX          | Monterrey | México | 2020 |
| Primera División | Monterrey | México | 2019 |

### Títulos internacionales
| Título                           | Equipo                               | Sede              | Año  |
| -------------------------------- | ------------------------------------ | ----------------- | ---- |
| Copa Mundial de Fútbol Sub-17    | Selección de fútbol sub-17 de México | México            | 2011 |
| Liga de Campeones de la Concacaf | C.F. Monterrey                       | América del Norte | 2019 |
| Liga de Campeones de la Concacaf | C.F. Monterrey                       | América del Norte | 2021 |
| Derbi de las Américas            | C. F. Pachuca                        | Catar             | 2024 |

### Distinciones individuales
| Distinción                                                                                   | Año  |
| -------------------------------------------------------------------------------------------- | ---- |
| Mejor jugador del partido Comunicaciones vs Monterrey en la Copa de Campeones de la Concacaf | 2024 |